# Омега-9-ненасыщенные жирные кислоты
Омега-9-ненасыщенные жирные кислоты или ω-9 жирные кислоты — семейство ненасыщенных жирных кислот, имеющих двойную углерод-углеродную связь в омега-9 позиции, то есть расположенную между девятым и десятым атомами углерода, считая от метилового конца жирной кислоты (от омега-атома).

## Структура
В таблице представлены основные ω-9-ненасыщенные жирные кислоты.
| Тривиальное название | Систематическое название (IUPAC)           | Брутто-формула | Липидная формула | Т.пл.    |
| -------------------- | ------------------------------------------ | -------------- | ---------------- | -------- |
| Олеиновая кислота    | цис-9-октадеценовая кислота                | С17Н33СOOH     | 18:1ω9           | 13-14 °C |
| Элаидиновая кислота  | транс-9-октадеценовая кислота              | С17Н33СOOH     | 18:1ω9           | 44 °C    |
| Гондоиновая кислота  | цис-11-эйкозеновая кислота                 | С19Н37СOOH     | 20:1ω9           | 23-24 °C |
| Мидовая кислота      | цис,цис,цис-5,8,11-эйкозатриеновая кислота | С19Н33СOOH     | 20:3ω9           |          |
| Эруковая кислота     | цис-13-докозеновая кислота                 | С21Н41СOOH     | 22:1ω9           | 33,8 °C  |
| Нервоновая кислота   | цис-15-тетракозеновая кислота              | С23Н45СOOH     | 24:1ω9           | 42,5 °C  |

## Значение
Некоторые ω-9-ненасыщенные жирные кислоты являются частыми компонентами как животных жиров, так и растительных масел. Две ω-9-ненасыщенные жирные кислоты являются промышленно важными:
- Олеиновая кислота (18:1, n−9), основной компонент оливкового масла, масла макадамии и других мононенасыщенных жиров.
- Эруковая кислота (22:1, n−9), входит в состав рапсового масла, семян желтофиоли и горчичных зёрен. Рапсовое масло используют в приготовлении блюд, для изготовления маргарина, в металлургической, мыловаренной, кожевенной и текстильной промышленности, а также для получения олифы. Канола — масло из специальных сортов рапса, содержащее меньшее количество эруковой кислоты.

Омега-9-ненасыщенные жирные кислоты не являются Незаменимыми жирными кислотами (эссенциальными) в отличие от классов Омега-3-ненасыщенные жирные кислоты и Омега-6-ненасыщенные жирные кислоты. Омега-9 кислоты могут быть синтезированы человеческим организмом из ненасыщенных ω-3 и ω-6-жирных кислот и, следовательно, не являются необходимыми в диете, кроме того отсутствие омега-6 двойной связи предотвращает их превращение в эйкозаноиды.

## Биологическая роль
По данным Joint FAO/WHO Expert Consultation 2008, недостаточно научных данных, чтобы заявлять о связи различных уровней потребления мононенасыщенных жирных кислот с хроническими заболеваниями и такими исходами как коронарная недостаточность или злокачественные опухоли. Недостаточно данных, чтобы заявлять о связи различных уровней потребления мононенасыщенных жирных кислот с массой тела и долей жира в теле.  Недостаточно данных, чтобы заявлять о связи различных уровней потребления мононенасыщенных жирных кислот и риском диабета

## Основные пищевые источники
- Оливковое масло
- Грецкие орехи
- Арахис
- Семечки
- Авокадо
- Фундук